# Laholm
Laholm er hovedby i Laholms kommun og den ældste, mindste og sydligste by i Halland i Sverige. Laholm ligger ved Lagan. Byens danske navn var Lagholm eller Lauholm.
I 1278 blev 6000-marks krigen afsluttet med en fredsaftale i Laholm.